# Busuanga Airport

i8
i11
i13
Der Busuanga Airport (Filipino Paliparang Busuanga, Hiligaynon: Hulugpaan sang Busuanga, auch Francisco B. Reyes Airport, IATA-Code: USU, ICAO-Code: RPVV) ist ein Flughafen in Coron auf der Insel Busuanga in der Provinz von Palawan, Philippinen. Der Flughafen ist von der Civil Aviation Authority of the Philippines als ein regionaler Kleinflughafen kategorisiert.
Seit dem 10. November 2008 ist der Flughafen nach Francisco B. Reyes benannt. Reyes war von 1936 bis 1939 Bürgermeister von Coron und spendete das Grundstück für den Flughafen. Der Flughafen ist von einer Rinderfarm umgeben.

## Geschichte und Erweiterung
Busuanga Airport soll in zwei Stufen ausgebaut werden. Mit der ersten Ausbaustufe, teilweise finanziert durch einen Kredit in Höhe von drei Millionen Dollar der Korea International Cooperation Agency (KOICA), wurde im März 2007 begonnen. Am 17. November 2008 wurde ein neues Terminal, eine asphaltierte Startbahn und die Aufwertung anderer Einrichtungen durch Präsidentin Gloria Macapagal-Arroyo eröffnet.
Das Flughafenterminal wurde durch den Taifun Yolanda im November 2013 stark beschädigt. Der Wiederaufbau durch die Stadtverwaltung Coron wurde sofort begonnen und im Oktober 2014 abgeschlossen. Der Verkehr von und nach Coron wurde durch die Schließung des Flughafens stark beeinträchtigt, sodass die Anzahl an Touristen um bis zu 75 % sank.
Die zweite Ausbaustufe, mit einem geplanten Volumen von 4,1 Milliarden Philippinischen Pesos, finanziert durch die nationale Regierung, hat das Ziel, den Flughafen auch für größere Passagiermaschinen zugänglich zu machen und einen Nachtbetrieb zu ermöglichen.

## Fluggesellschaften und Flugziele
| Fluggesellschaft                                 | Flugziele                                      |
| ------------------------------------------------ | ---------------------------------------------- |
| Air Juan                                         | Caticlan, Manila, Puerto Princesa, San Vicente |
| AirSwift                                         | El Nido, Puerto Princesa                       |
| Cebu Pacific durchgeführt von Cebgo              | Cebu, Manila                                   |
| Philippine Airlines durchgeführt von PAL Express | Cebu, Clark, Manila                            |
| Skyjet                                           | Manila                                         |